# Emelda Piata Zessi
Emelda Piata Zessi (née le 8 avril 1997) est une joueuse camerounaise de volley-ball féminin. Elle est membre de l'équipe du Cameroun de volley-ball féminin. 

## Carrière

### Carrière en club
- Biyem-assi volley-ball
- Bafia VB Evolution (2015-2018).
- Nantes Volleyball (2018-).

### Carrière en sélection
Elle fait partie de l'équipe nationale du Cameroun aux Jeux olympiques de 2016 à Rio de Janeiro,. Elle remporte la médaille d'or lors du Championnat d'Afrique de volley-ball féminin 2017.
Elle participe ensuite avec son équipe au Championnat du monde féminin de volley-ball 2018,.
Elle remporte la médaille d'or au Championnat d'Afrique féminin de volley-ball 2019 et au Championnat d'Afrique féminin de volley-ball 2021.

## Palmarès
- Médaille d'or au Championnat d'Afrique de volley-ball féminin 2017
- Médaille d'or au Championnat d'Afrique de volley-ball féminin 2019
- Médaille d'or au Championnat d'Afrique de volley-ball féminin 2021
- Médaille d'argent aux Jeux africains de 2019.